# Scorpion Tales
Scorpion Tales es un disco tributo lanzado en 2007 por el exguitarrista de Dokken, George Lynch, en honor a la banda alemana y una de sus principales influencias: Scorpions.

## Artistas invitados
Para su octavo álbum como solista y su primer disco tributo, George Lynch, invitó a algunos amigos cantantes de bandas de hard rock, principalmente de la escena hair metal de los años 80s, para interpretar las canciones escogidas por él. A continuación los vocalistas convocados:
- - Kelly Hansen ex Hurricane, actual vocalista de Foreigner
- - Kevin DuBrow ex Quiet Riot
- - Steve Whiteman de Kix
- - Marq Torien de Bullet Boys
- - Stevie Rachelle de Tuff
- - Jizzy Pearl de Love/Hate
- - Joe Leste de Bang Tango
- - Phil Lewis de L.A.Guns
- - Kory Clarke de Warrior Soul
- - John Corabi de Union
- - Paul Shortino de Rough Cutt
- - Taime Downe de Faster Pussycat

## Lista de canciones
Entre paréntesis el vocalista de la canción.
1. "Rock You Like a Hurricane" (Kelly Hansen)
2. "Still Loving You" (Steve Whiteman)
3. "Falling in Love" (Marq Torien)
4. "Big City Nights" (Kevin DuBrow)
5. "Blackout" (Stevie Rachelle)
6. "No One Like You" (Jizzy Pearl)
7. "The Zoo" (Joe Leste)
8. "Steamrock Fever" (Phil Lewis)
9. "In Trance" (Kory Clarke)
10. "He's a Woman She's a Man" (John Corabi)
11. "Holiday" (Paul Shortino)
12. "Lovedrive" (Taime Downe)

Nota: esta grabación es una de las últimas apariciones del fallecido vocalista de Quiet Riot, Kevin DuBrow

## Personal
- George Lynch: guitarra líder coros
- Jake E. Lee: guitarra
- John Morris: guitarra
- Chuck Garric: bajo
- Stevie Riley: batería